# Mission: Impossible – The Final Reckoning (soundtrack)
Mission: Impossible – The Final Reckoning is de originele soundtrack van de gelijknamige film uit 2025, gecomponeerd door Max Aruj en Alfie Godfrey. Het album werd uitgebracht op 23 mei 2025 door Sony Classical.

## Achtergrond
Lorne Balfe werd oorspronkelijk in mei 2020 aangekondigd als componist van de filmmuziek, nadat hij dat eerder al had gedaan voor Mission: Impossible – Fallout (2018) en Mission: Impossible – Dead Reckoning Part One (2023), maar later, in april 2025, werd aangekondigd dat hij vervangen zou worden door Max Aruj en Alfie Godfrey. Aruj leverde eerder al extra muziek voor Dead Reckoning en was assistent-technicus voor Fallout. Zowel Aruj als Godfrey hebben in de loop der jaren muziek geleverd aan talloze projecten waarvoor Balfe de muziek heeft gecomponeerd. Cecile Tournesac werd gecrediteerd als de superviserende muziekredacteur en filmmuziekproducent.

## Tracklijst
Alle muziek is geschreven door Max Aruj en Alfie Godfrey.
| 1.                  | We Live And Die In The Shadows                               | 0:44 |
| 2.                  | Another Sunrise                                              | 2:27 |
| 3.                  | Come Home Ethan                                              | 2:27 |
| 4.                  | Main Titles (from Mission: Impossible – The Final Reckoning) | 1:07 |
| 5.                  | Martial Law                                                  | 3:06 |
| 6.                  | Enter Paris                                                  | 2:31 |
| 7.                  | Origins                                                      | 3:28 |
| 8.                  | It's Only Pain                                               | 1:42 |
| 9.                  | It Will Change You (Ça Te Changera)                          | 1:57 |
| 10.                 | The Entity                                                   | 4:06 |
| 11.                 | The Entity's Future                                          | 3:11 |
| 12.                 | I'll Be Waiting                                              | 2:49 |
| 13.                 | This Is Where You Leave Me                                   | 3:08 |
| 14.                 | I Know You                                                   | 5:22 |
| 15.                 | Mt Weather                                                   | 2:07 |
| 16.                 | Checkmate                                                    | 3:11 |
| 17.                 | I Have No Regrets                                            | 1:25 |
| 18.                 | The Eye Of The Storm                                         | 2:03 |
| 19.                 | Nothing Is Certain                                           | 4:36 |
| 20.                 | Firefight                                                    | 4:04 |
| 21.                 | The Icecap                                                   | 3:57 |
| 22.                 | The Sevastopol                                               | 5:33 |
| 23.                 | Ascending                                                    | 2:31 |
| 24.                 | I Owe You My Life                                            | 7:21 |
| 25.                 | Consequences                                                 | 3:23 |
| 26.                 | Your Final Reckoning                                         | 5:17 |
| 27.                 | We'll Figure It Out                                          | 2:03 |
| 28.                 | Liftoff                                                      | 1:28 |
| 29.                 | Decisions                                                    | 2:22 |
| 30.                 | This Is Not Good                                             | 1:10 |
| 31.                 | Problems                                                     | 1:31 |
| 32.                 | Tailstrike                                                   | 1:04 |
| 33.                 | Ten Seconds... Maybe                                         | 2:26 |
| 34.                 | Good Luck                                                    | 1:58 |
| 35.                 | Descending                                                   | 2:19 |
| 36.                 | A Light We Cannot See                                        | 9:15 |
| 37.                 | Curtain Call                                                 | 1:52 |
| 38.                 | For Those We Never Meet (Bonus Track)                        | 5:01 |
| 39.                 | The Arctic (Bonus Track)                                     | 1:44 |
| 40.                 | This Is My Mission (Bonus Track)                             | 3:17 |
| 41.                 | Encore (Bonus Track)                                         | 0:59 |
| 42.                 | Final Reckoning – Sacrifice Teaser (Bonus Track)             | 1:59 |
| Totale duur: 124:01 |                                                              |      |